# Euploea batunensis
Euploea batunensis är en fjärilsart som beskrevs av Hans Fruhstorfer 1904. Euploea batunensis ingår i släktet Euploea och familjen praktfjärilar. Inga underarter finns listade i Catalogue of Life.